# Barania Góra (Góry Świętokrzyskie)
Barania Góra (427 m n.p.m.) – wzniesienie w Paśmie Oblęgorskim w Górach Świętokrzyskich, od południa pocięte głębokimi wąwozami. Na szczycie znajduje się wieża triangulacyjna. Na południowych stokach góry usytuowany jest rezerwat przyrody Barania Góra.
Przez górę przechodzi Główny Szlak Świętokrzyski im. Edmunda Massalskiego z Gołoszyc do Kuźniaków. Barania Góra jest również punktem początkowym czarnego szlaku turystycznego prowadzącego do Oblęgorka.